# Damaszener Stahl

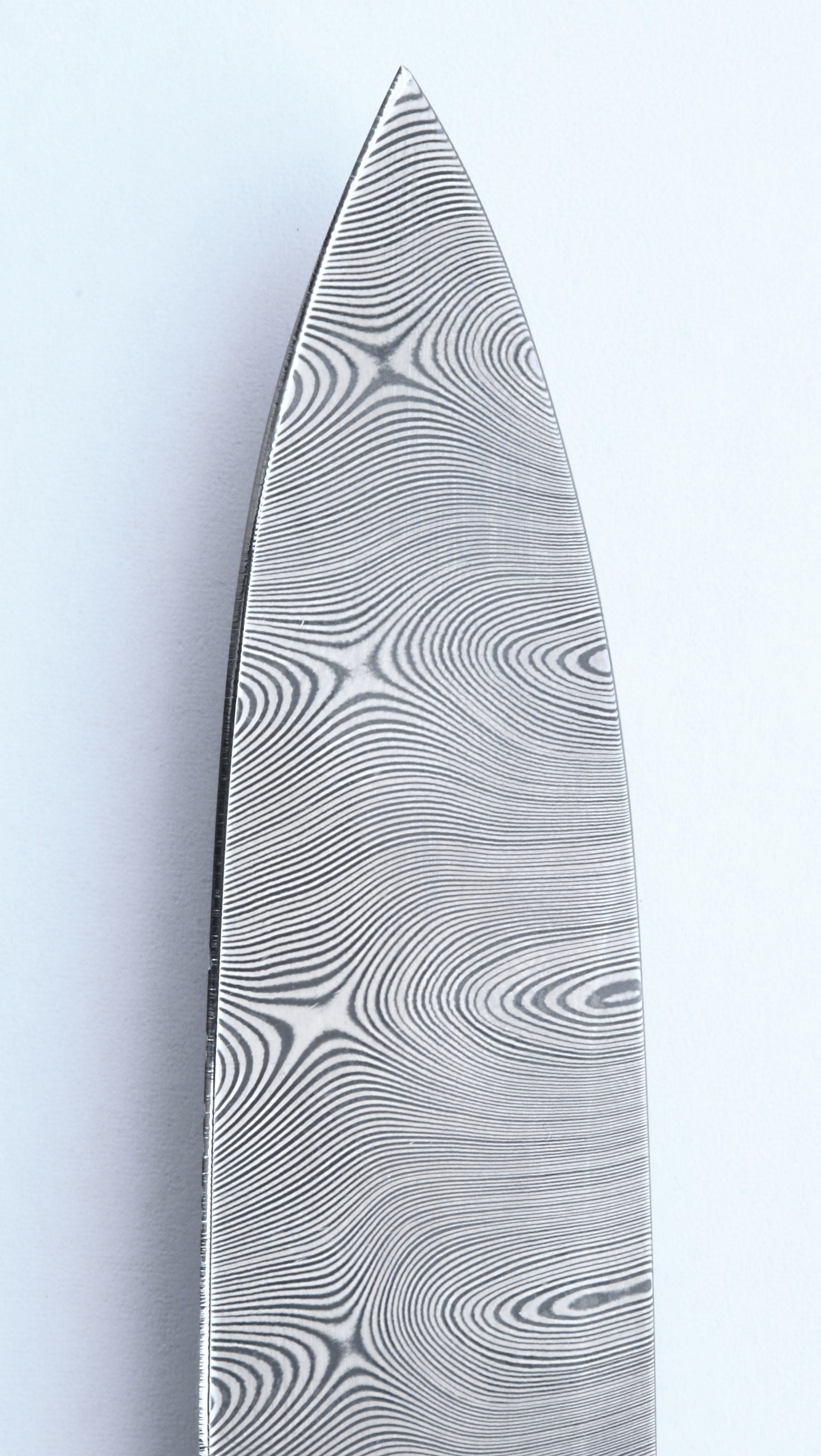
Klinge aus pulvermetallurgisch hergestelltem Verbundstahl. Das tordierte Muster wird dabei durch eine Torsion während der Herstellung erzeugt.

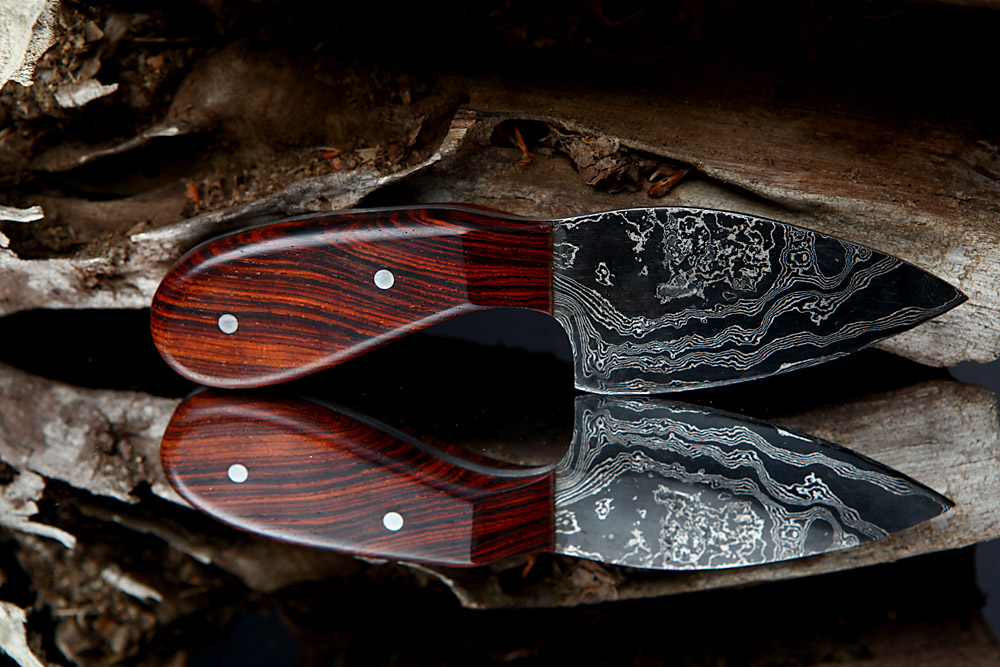
Ein Neck-Knife mit Damastzeichnung, die in die Zeichnung des Griffs übergeht

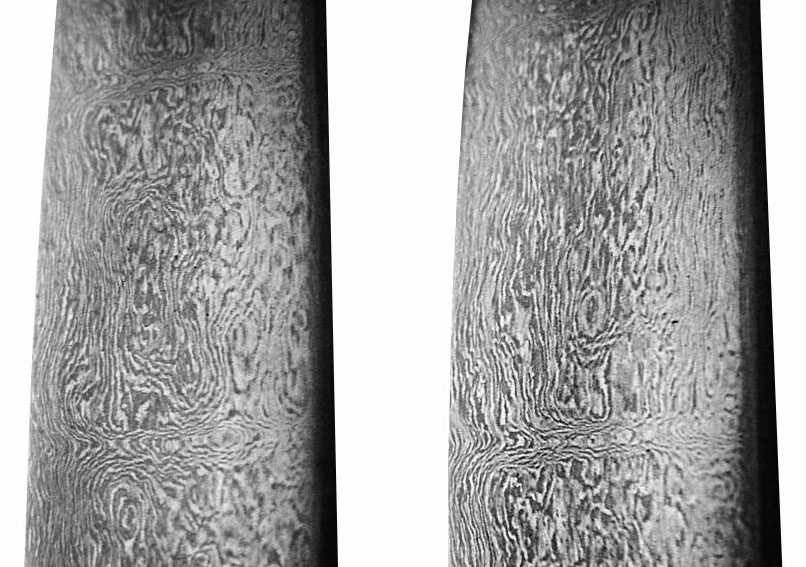
Im Tiegel geschmolzener Stahl mit Maserung, der eigentliche Damaszenerstahl

Der Begriff Damaszener-Stahl (auch Damast-Stahl), abgeleitet von Damaskus (arabisch دمشق Dimaschq), bezeichnet einen Werkstoff aus einer oder mehreren Eisen-/Stahlsorten, der in poliertem und geätztem Zustand eine klare Struktur aus mehreren sich abwechselnden Lagen unterschiedlichen Ausgangsmaterials erkennen lässt.
Heute bezeichnet der Begriff Damaszenerstahl vor allem den Schweißverbundstahl, der bereits seit mehr als 2000 Jahren in Europa hergestellt wird. Dieser Stahl ist unter anderem aufgrund seiner dekorativen Musterung beliebt. Je nach verwendeten Ausgangstählen ist Damast-Stahl heutzutage in rostfreier oder nicht rostfreier Qualität erhältlich.
Ursprünglich wurde der über Damaskus nach Europa importierte Tiegelstahl (Wootz), der bis Anfang des 18. Jahrhunderts im indisch-persischen Raum hergestellt wurde, als Damaszener-Stahl bezeichnet. Das genaue Herstellungsverfahren ist mittlerweile bekannt. Auch dieser Stahl weist eine Musterung auf, die durch eine Ätzung sichtbar gemacht werden kann. Sie ist jedoch nicht so ausgeprägt wie beim Verbundstahl.

## Der Schweißverbundstahl

### Das Ausgangsmaterial Eisen oder Stahl
Stahl ist eine Legierung von Eisen mit anderen Elementen, hauptsächlich Kohlenstoff, die nicht einheitlich definiert ist. Nach DIN EN 10020:2000–07 darf der Kohlenstoffgehalt des Eisens nicht über 2,06 % Masseanteil liegen, es handelt sich sonst um Gusseisen. Eine Unterscheidung zwischen Eisen und Stahl ist im Zusammenhang mit alten Herstellungsverfahren nicht möglich, da gediegenes (chemisch reines) Eisen in der Natur so gut wie nicht vorkommt. Klingenfähiger Stahl zeichnet sich durch einen Kohlenstoffgehalt von etwa 0,5 bis 1,2 % aus und sollte hochrein sowie gut schweiß- und schmiedbar sein.
Das Ausgangsmaterial zur Herstellung modernen Damaszener-Stahls sind Stähle mit unterschiedlichem Gehalt an Begleitelementen. Wichtigste die Eigenschaften bestimmende Begleitelemente sind Kohlenstoff, Mangan, Silizium und Nickel. Stähle mit definierten chemischen Zusammensetzungen konnten bis in die Neuzeit nicht gezielt hergestellt werden.
Das einzige Verfahren zur Erzeugung von Eisen war bis in das Spätmittelalter die Verhüttung von Eisenerz im Rennofen. Das Produkt dieses Verfahrens ist sogenannter Eisenschwamm, auch Luppe genannt. Da die Luppe einen sehr unterschiedlich verteilten Kohlenstoffgehalt und Schlacke-Einschlüsse ausweist, musste das Material erst homogenisiert und zu einem brauchbaren Barren geschmiedet werden, was durch mehrfaches Ausschmieden, Falten und Feuerschweißen erreicht wurde. Das Verfahren nennt sich Raffination oder Gärben. Erst ein so homogenisierter Werkstoff hat vorhersagbare, gleichmäßige Eigenschaften. Durch bestimmte Techniken (Frischen, Zementieren) konnte eine gezielte Verringerung oder Erhöhung des Kohlenstoffgehalts erreicht werden. Zusammen mit der Kenntnis der richtigen Wärmebehandlung des Materials konnten die technischen Eigenschaften sehr genau festgelegt werden.

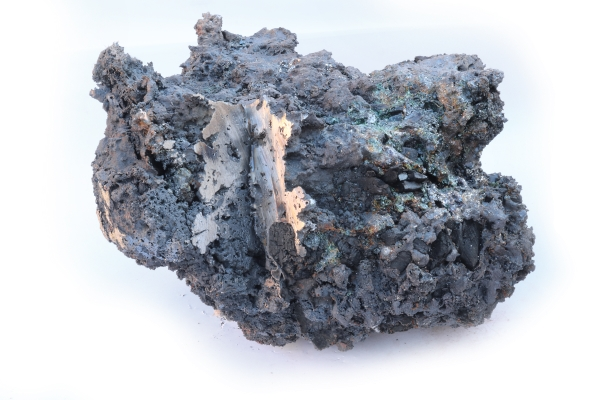
Ein angeschnittener, im Reduktionsofen mit Holzkohle aus Eisenerzen hergestellter Eisenschwamm. Der Stahl war nicht in der Schmelze

### Unterschiede von Raffinierstahl und Schweißverbundstahl
Die Übergänge von Raffinier- oder Gärbstahl zu Damaszenerstahl sind fließend. Bei beiden Begriffen handelt es sich um Schweißverbundstahl.
Raffinierstahl entsteht bei der Herstellung des Rohstoffs, wenn als Grundlage kein flüssiges Eisen verfügbar ist. Dies ist der Fall bei der Rennofenproduktion oder auch bei Verwendung von Eisenschrott. Ziel der Raffination ist die Homogenisierung der Luppe bzw. des Ausgangsmaterials zu einem Material mit durchgängig gleicher Zusammensetzung. Raffination ist somit ein Teil des Herstellungsprozesses des Rohmaterials. Gegerbte Stähle gab es bereits früh als Handelsware beispielsweise in Form von Doppelspitzbarren.
Sog. Damaszener-Stahl als Schweißverbundstahl ist die gewollte Inhomogenität durch Kombination verschiedener Rohmaterialien, um vor allem bestimmte optische Eigenschaften im Produkt zu gewährleisten. Damaszieren ist somit ein Teil der Herstellung des Produkts. Wurmbunte Klingen sind ein Beispiel für eine klar erkennbare Intention des Schmieds. Der Schmied im Altertum verwendete demnach mehrere unterschiedliche Barren aus Raffinierstahl, um eine Klinge mit Damaszener-Stahl herzustellen. Inwieweit dies bei musterlosen Werkstücken intentionell geschah, lässt sich nicht in jedem Fall bestimmen, wodurch die Unterscheidung zum Raffinierstahl nicht immer möglich ist. 
Moderner Stahl, in schmelzflüssiger Form gewonnen, ist kein Raffinierstahl. Eine Raffination ist nicht vonnöten, da durch die flüssige Form eine ausreichende Durchmischung der Elemente gegeben ist. Ein Damaszener-Stahl kann aus modernen Stählen hergestellt werden, insofern sie sich feuerschweißen lassen.

### Anforderungen an Waffenstahl

Damastmesser mit gehärteter Klinge

Aus den Eigenschaften des gehärteten Stahls entspringen die Probleme bei der Herstellung von Blankwaffen, beispielsweise von Schwertern. Ein Schwert muss wegen seines Einsatzzwecks hohen Schockbelastungen standhalten, muss scharf bleiben und darf weder brechen noch sich dauerhaft verbiegen, wohl aber eine gewisse Flexibilität aufweisen.
Mit Hilfe der Wärmebehandlung (Härten und Anlassen) kann man Stählen unterschiedliche Eigenschaften verleihen. So können Klingen hergestellt werden, die sehr lange scharf bleiben und sich nicht dauerhaft verbiegen, jedoch spröde sind und relativ leicht brechen. Ebenso kann man dem Klingenstahl durch geeignete Wärmebehandlung unter Hinnahme etwas geringerer Härte mehr Zähigkeit verleihen. So können Klingen gefertigt werden, die nicht leicht brechen, allerdings auch nicht so lange scharf bleiben.

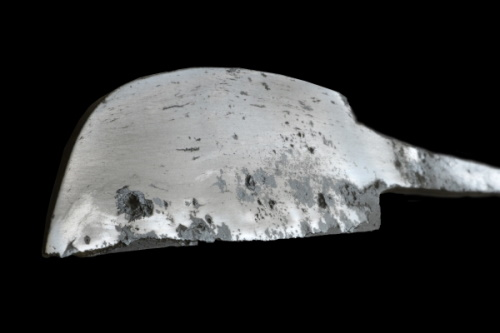
Keltisches Messer, 2.–4. Jahrhundert. Kunstpolitur. Typisches Bild von Schneidwaren. Eine oxidische Maserung von der Stahlaufbereitung und eine schmale Härtung (hell), der Schneide entlang

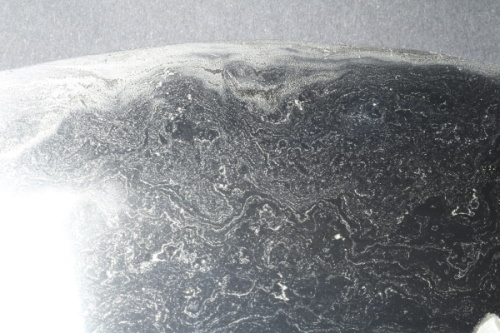
Ausschnitt aus der Klinge einer Kräuterwippe, Europa ca. 1900. Durch die Kunstpolitur sind die oxidische Maserungen aus den Falt- und Schweißprozessen zu sehen. Weisslich erscheint die schmale Härtung der Schneide entlang

### Härtbarkeit
Eine der wichtigsten Eigenschaften von Stahl, die seine Überlegenheit gegenüber der Bronze ausmacht, ist seine Härtbarkeit. Stahl wird gehärtet, indem glühende Werkstücke möglichst schnell abgekühlt werden. Dies kann zum Beispiel in kaltem Wasser oder Öl erfolgen. Seit wann dieser Härtungsprozess bewusst und gezielt angewendet wird, ist nicht genau nachvollziehbar, er war aber wohl schon den späten Kelten bekannt. Es ist zu vermuten, dass dieser Effekt schon früh bemerkt wurde, da bestimmte gewollte Kombinationen verschiedener Rohmaterialien nur mit einer späteren Härtung sinnvoll waren. Grundsätzlich kann Stahl auf seine volle Härte von 62 bis 67 HRC gebracht werden. Da die Einhärtung (Tiefenwirkung des Härtens im Material) bei niedrig legierten Kohlenstoffstählen auf ca. 4 mm begrenzt ist, konnten schon früh Werkzeuge und Klingen aufgrund ihrer geringen Materialquerschnitte voll gehärtet werden. Es existieren Bodenfunde aus der Römerzeit, bei denen die Klingen Härtegrade über 66 HRC aufwiesen.
Beim Härten bilden sich mikrokristalline Strukturen der Kohlenstoffverbindungen im Metallgitter, die über eine hohe Festigkeit und Härte verfügen. Erst Eisen mit einem Kohlenstoffgehalt von mehr als 0,22 % ist härtbar. Mit Erhöhung des Kohlenstoffgehalts tritt eine Erhöhung des Härtegrads ein. Der Stahl wird damit spröder, fester und verschleißärmer. Allerdings bestimmt nicht allein der Kohlenstoffanteil die mechanischen Eigenschaften des Stahls. Andere Legierungselemente wie Phosphor (Stahlschädling, macht Eisen spröde), Mangan (macht Eisen zäh, verbessert die Härtbarkeit) oder Silizium (macht Eisen ebenfalls zäh) spielen eine Rolle.
Bei Untersuchungen an frühen Schwertern wurden neben teils stark gehärteten Stücken auch Klingen ohne Härtung festgestellt.
Als Gründe hierfür sind der Verlust von Material durch Korrosion sowie das Glühen der Klinge anzuführen. Das Glühen kann bei einer Feuerbestattung oder auch bei einer gewollten rituellen Zerstörung stattgefunden haben. Ein weiterer Grund kann in der Restaurierung der Klingen gesehen werden. Früher wurden Eisenfunde teils stark geglüht, um einer weiteren Korrosion vorzubeugen. Beim Glühen entweichen zerstörerische Chloride, die zu weiterem Verfall führen würden. Leider zerstört diese Methode auch das Metall- und Härtegefüge der Klingen.

### Geschichte und Entwicklung
Eine Theorie zur Entwicklung des Damaszenerstahls in Europa besagt, dass dieser ein Versuch war, die orientalische Kunst zu kopieren. Die Annahme ist so nicht zu bestätigen, da Klingen aus Damaszenerstahl bereits seit der vorrömischen Eisenzeit in Europa zu finden sind, orientalischer Tiegelstahl jedoch erst ab dem 16. Jahrhundert größere Bekanntheit in Europa erlangte. Lediglich der Begriff ist von der Bezeichnung des orientalischen Stahls übernommen. Es ist davon auszugehen, dass der Stahl in früheren Zeiten keine eigene Bezeichnung hatte und unter den Begriff Gärbstahl fiel. Die bislang ältesten Nachweise für gewollten Damaszenerstahl sind keltische Schwerter aus Streifendamaszenerstahl aus der Zeit um etwa 300 v. Chr.
Für die Schmiede des Altertums war es zunächst wichtig, dass das im Rennofenprozess erzeugte Renneisen (auch Luppe genannt) überhaupt schmiedbar war. Die damaligen Schmiede konnten den Kohlenstoffgehalt nur ungefähr beurteilen, Schlacken aus dem Metall entfernen und eine gewisse Homogenisierung des Eisens bewirken. Aufgrund des aufwändigen Prozesses der Eisenerzverhüttung trennte sich schon früh die Rohstoffherstellung ab, sodass Schmieden Eisenbarren in unterschiedlichen Qualitäten als Handelsware zur Verfügung standen. Untersuchungen an frühen Klingen zeigen, dass besonders im Schneidenbereich relativ reiner Stahl verarbeitet wurde.
Ein Grund für die Entwicklung von Damaszenerstahl im Altertum und im frühen Mittelalter war, dass die im Rennofenverfahren gewonnenen Stähle nicht immer von gleicher Qualität waren, weil die Verhüttungsverfahren keine standardisierten Stähle erzeugen konnten. Beimengungen wie Kohlenstoff, Phosphor und Schwefel beeinflussten die Qualität und erforderten häufig Nacharbeitung für die gezielte Steuerung der Eigenschaften des fertigen Produkts. Die Schmiede konnten somit die verschiedenen Qualitäten gezielt zur Herstellung bestimmter Produkte wie Schwerter oder Hufeisen auswählen.
Möglicherweise wurde mit der Zeit erkannt, dass Klingen aus unterschiedlichen Stählen leistungsfähiger waren. Eisenklingen mit einem Einsatz aus Stahl in der Schneide waren schnitthaltiger als jene, die nur aus einem einzigen Stück Eisen gefertigt wurden. Verantwortlich dafür waren die unterschiedlichen Kohlenstoffgehalte und die Wärmebehandlung. Dabei wurde in der Schmiede schon Recycling betrieben, denn aus alten Werkzeugen hergestellter Stahl wurde bei antiken und mittelalterlichen Waffen und Arbeitsgeräten gefunden. Schon in der Hallstattzeit fanden sich Schwerter aus verschiedenem Raffinierstahl, der nach einer Ätzung dem sogenannten wilden Damast ähnelt. Bei diesem ist noch keine beabsichtigte oder regelmäßige Struktur erkennbar.

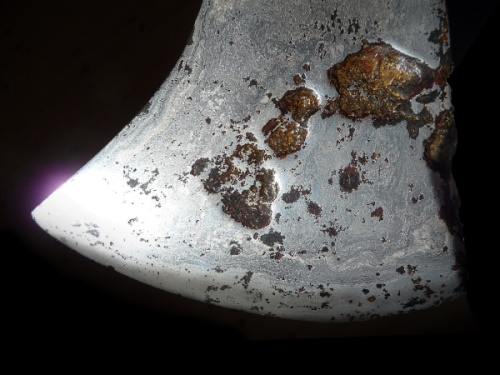
Axt, Europa, Alter unbestimmt. Durch die Kunstpolitur ersichtlicher Stahl. Eine bei historischen Stählen oft vorkommende zufällige Schichtung aus geschlossenen, verunreinigten und porigen Stählen. Normal ist auch die schmale Härtung der Schneide entlang

Damaszenerstahlstrukturen lassen sich in manchen Fällen an Bodenfunden erkennen, da die verschiedenen Schichten des Stahls unterschiedlich schnell korrodieren. Hierdurch kommt die Struktur des Stahls zum Vorschein. Ein korrodierter Bodenfund, der unterschiedliche Stahlschichten erkennen lässt, ist nicht zwangsläufig aus Damaszenerstahl, auch korrodierter Raffinierstahl/Gärbstahl zeigt lagenartige Strukturen. Dabei zeigt schlecht raffinierter Stahl, durch die stärkeren Inhomogenitäten zwischen den einzelnen Lagen, meist deutlichere Strukturen als fein raffinierter Stahl.

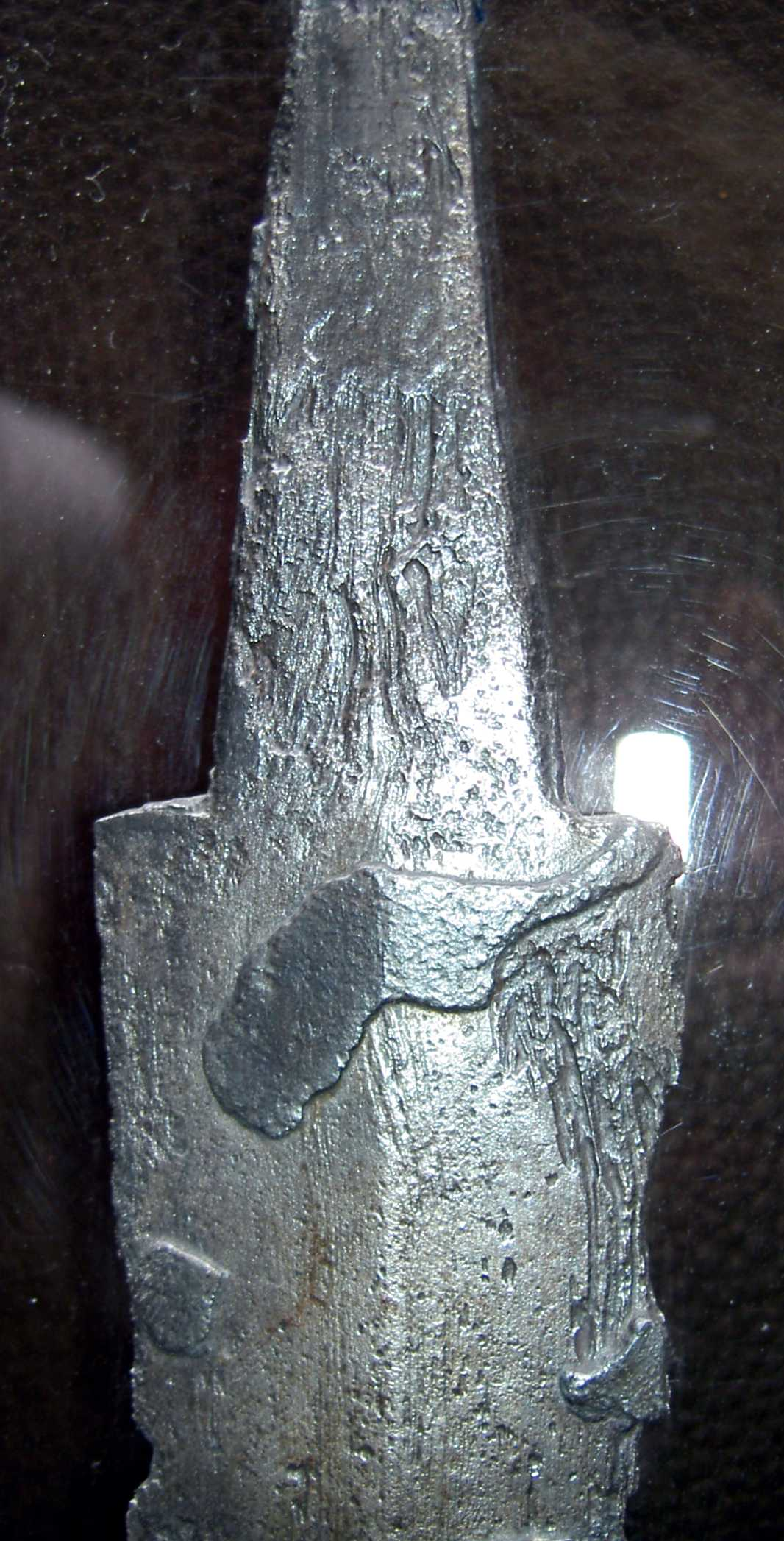
Ein Schwert aus der Keltenzeit, an dem die Damaststruktur sehr gut zu erkennen ist

Die Kelten brachten Eisen in Form von Spitzbarren in den Handel, deren dünn ausgeschmiedete Enden zur Überprüfung der Qualität des Werkstoffs gebrochen oder gebogen werden konnten und so einen Rückschluss auf die Reinheit und Duktilität des Materials zuließen. Solche Barren wurden oft über große Entfernungen gehandelt und waren in handelsüblichen Größen im Umlauf, welche bis über 11 kg wogen. Für ein Schwert wurde viel Ausgangsmaterial mit einem gewissen Gehalt an Kohlenstoff benötigt, um der Klinge Härte zu verleihen. Das führte schon früh zu einer Spezialisierung im Schmiedeberuf. Da die Barren manchmal aus verschiedenen Verhüttungsgebieten stammten, konnten sie unterschiedliche Verunreinigungen und Begleitelemente enthalten, hauptsächlich Kohlenstoff und Phosphor.
Diese Entwicklung fand einen ersten Höhepunkt in der Latène-Zeit mit den Knollenknaufschwertern der Kelten, die wahrscheinlich bewusst aus Schweißverbundstahl gefertigt wurden. Ob die Anfänge der Verwendung von Schweißverbundstahl in der Kultur der Kelten zu finden sind, ist jedoch nicht bekannt. Es ist möglich, dass die Technologie von anderen Völkern, beispielsweise den Skythen, übernommen wurde.

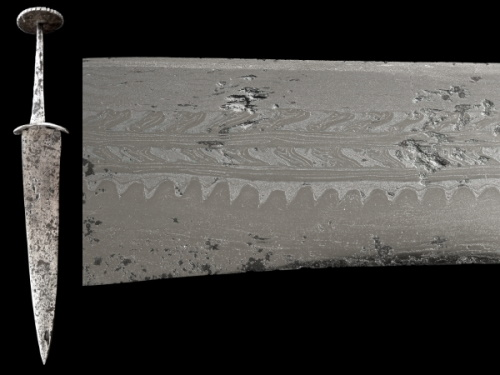
Messer, Europa, 14. Jhdt. Durch die Kunstpolitur ersichtlicher Stahl. Eine bewusst angelegte Maserung durch den Kontrast von geschlossenen und porigen Stählen

In römischen Berichten wurden die Schwerter der Kelten allerdings als qualitativ schlecht dargestellt. So heißt es in einer römischen Überlieferung: „Die keltischen Krieger mussten sich des Öfteren aus dem Schlachtgetümmel hinter ihre Reihen zurückziehen, um ihre Schwerter mit dem Fuß wieder gerade zu biegen“. Das muss allerdings keinen Widerspruch bedeuten: Es ist denkbar, dass es schlicht unmöglich war, ein gesamtes Heer mit Waffen von höchster Qualität auszustatten. Die gesellschaftliche Stellung und die finanziellen Mittel eines Kriegers hatten möglicherweise einen Einfluss auf seine Ausrüstung. In diesem Zusammenhang muss zwischen verschiedenen keltischen Stämmen differenziert werden. Die Kelten bestanden aus vielen Einzelstämmen, die untereinander oft im Krieg standen. Unterschiede in der Schmiedekunst zwischen den Stämmen wären daher nicht verwunderlich. So war beispielsweise der keltische Stamm der Noriker für seine Schmiedewaren, insbesondere seine Schwerter, berühmt und war gewissermaßen „Hauslieferant“ der reichen Römer. Bei den römischen Berichten über die schlechten Schwerter der keltischen Gallier (siehe z. B. gallischer Krieg) kann es sich zudem um Propaganda handeln.
In der römischen Kaiserzeit fand ebenfalls Schweißverbundstahl Verwendung, allerdings sind Funde aus dieser Zeit rar.

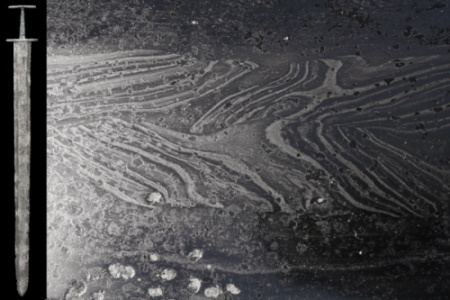
Torsionsspatha 9.–10 Jhdt. Gesamtansicht und Ausschnitt der Klinge. Durch die Kunstpolitur sieht man die bewusst erstellte Maserung mit Phosphor. Die Klinge besitzt keine Härtung (mehr), weist aber erhebliche Kampfscharten auf

Die Germanen schufen zur Zeit der Völkerwanderung hervorragende Waffen mit äußerst kunstvollen Damaszenerstahlarbeiten, die zudem differentiell gehärtet wurden (‚wurmbunte‘ Klingen). Hier stand erstmals nicht nur die Funktionalität im Vordergrund, sondern die künstlerische Umsetzung – wobei eine kunstvolle Klinge eine hohe Funktionalität versprach. Viele Schwerter trugen Namen und waren nahezu Kultobjekte.
Es wurden germanische Saxklingen und spätrömische Schwerter gefunden, die in der Härtung japanischen Samurai-Schwertern gleichkommen. Dies wurde entdeckt, indem ausgesuchte Klingen nach traditioneller japanischer Politur behandelt und so Erkenntnisse über deren Herstellung und inneren Aufbau gewonnen wurden.
Im Laufe der Zeit lernten die Schmiede, die Falt- und Torsionsvorgänge so zu kontrollieren, dass sie bestimmte Muster gezielt herstellen konnten. Das ist vor allem von den Wikingern und Franken bekannt.
Ab dem späten Mittelalter gab es Hochöfen, die Eisen verflüssigen konnten und qualitativ hochwertiges, schmiedbares Roheisen erzeugten. Die bis dahin bestehenden Prozesse der Renneisenerzeugung und die damit verbundene Raffinierung wurden abgelöst. Dadurch verlor das aufwändige Verfahren der Herstellung von Damaszenerstahl an Bedeutung. Erst ab dem späten 17. Jahrhundert fand dieser wieder vermehrt Verwendung, vorrangig für Läufe von Feuerwaffen.
Mit der Verfügbarkeit von gutem, billigem Stahl zur Zeit der industriellen Revolution verlor der Damaszenerstahl endgültig an Bedeutung.

### Herstellung des Ausgangsmaterials und Hintergrund

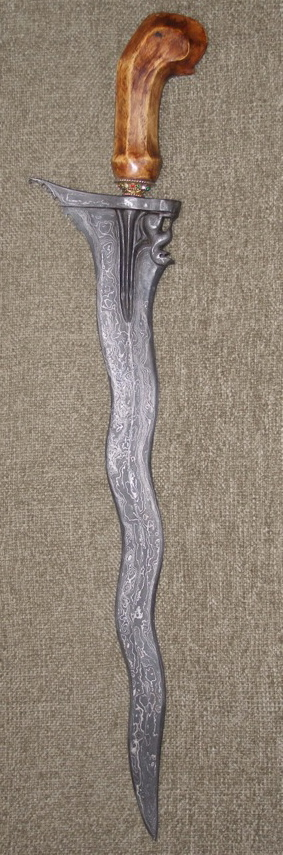
Ein Kris mit Damaststruktur

Das im Rennofen im Wechsel mit Holzkohle aufgeschichtete Eisenerz (oft Raseneisenstein) wurde auf hohe Temperaturen (etwa 1250 °C) gebracht, wodurch das Gestein aufschmolz und als Schlacke ablief. Das enthaltene Eisenoxid wurde durch die Reaktionsgase im Ofen in der festen Phase zu Eisen reduziert, das am Ende des Prozesses als Luppe am Boden des Rennofens vorlag. Der poröse Eisenschwamm war durchsetzt mit Schlacke- und Kohlenresten und wies je nach Lage im Ofen unterschiedliche Gehalte an Kohlenstoff auf. Das Verfahren wird Direktreduktion genannt.
Um verwendbares Material zu bekommen, musste die Luppe durch weitere Bearbeitung in speziellen Raffinationsöfen oder im Schmiedefeuer gereinigt (raffiniert) und in die Form eines Halbzeugs überführt werden. Ein für diese Art der Stahlherstellung entscheidender weiterer notwendiger Verfahrensschritt!
Ziel des Raffinierens ist es, die Verunreinigungen auszutreiben und den Eisenschwamm in einen kompakten, homogenen Werkstoff zu verwandeln. Das Raffinieren bestand im Wesentlichen aus dem kontinuierlichen Wiederholen von Feuerschweißungen des Werkstoffs mit sich selbst. Dabei wurden die Hohlräume der Luppe geschlossen, die Verunreinigungen weitgehend ausgetrieben und der verbleibende Rest sehr fein im Werkstoff verteilt. Dieser Schritt kann als eine entscheidende Schlüsseltechnologie für die Herstellung von frühen Eisenprodukten und Schweißdamaszenerstahl angesehen werden.
Ein technisch noch wichtigerer Schritt der Eisenherstellung ist das Frischen. Ziel des Frischens ist es, den Kohlenstoffgehalt auf das gewünschte für das Endprodukt notwendige Niveau zu senken. Dieser Prozess erfolgt während der Eisenherstellung im Schmiedefeuer.
Bereits früh war das „Aufkohlen“ – Zementieren genannt – bekannt. Dabei handelt es sich um ein Verfahren, welches eine Erhöhung des Kohlenstoffgehalts im Eisen zum Ziel hat. Es diente der Erzeugung von härtbarem Stahl.
Mit der Kenntnis dieser drei Techniken wurde die Einstellung des Kohlenstoffgehalts und damit gleichzeitig die Einstellung der Grundeigenschaften des Stahls beherrscht. Unter Verwendung der passenden Methode bei der Wärmebehandlung konnten diese Eigenschaften wie hart, zäh, weich, spröde, verschleißfest, elastisch usw. bezogen auf den gewünschten Verwendungszweck hervorgehoben und gezielt erzeugt werden.
Siehe auch: Gärbstahl

### Herstellungsprozess von Schweißdamaszenerstahl
Nicht industriell hergestellter Damaszenerstahl wird heute noch ähnlich wie früher hergestellt, jedoch gestützt durch technische Neuerungen. Der Prozess ähnelt dem Verfahren des Raffinierens von Stahl durch Feuerschweißen.
Am Anfang werden mehrere (meist 3 bis 15) Schichten (meist zwei oder drei) unterschiedlicher Ausgangsmaterialien abwechselnd übereinander gelegt und fixiert (gelegentlich per Elektroschweißen, wenn man ein Verschieben der Schichten sicher ausschließen möchte). Im Anschluss wird der entstandene Block erhitzt und feuerverschweißt. Der Verbund wird anschließend längs oder quer getrennt, aufeinandergelegt und wieder verschweißt (Falten). Die Prozedur wird ähnlich der Herstellung von Blätterteig mehrmals wiederholt.

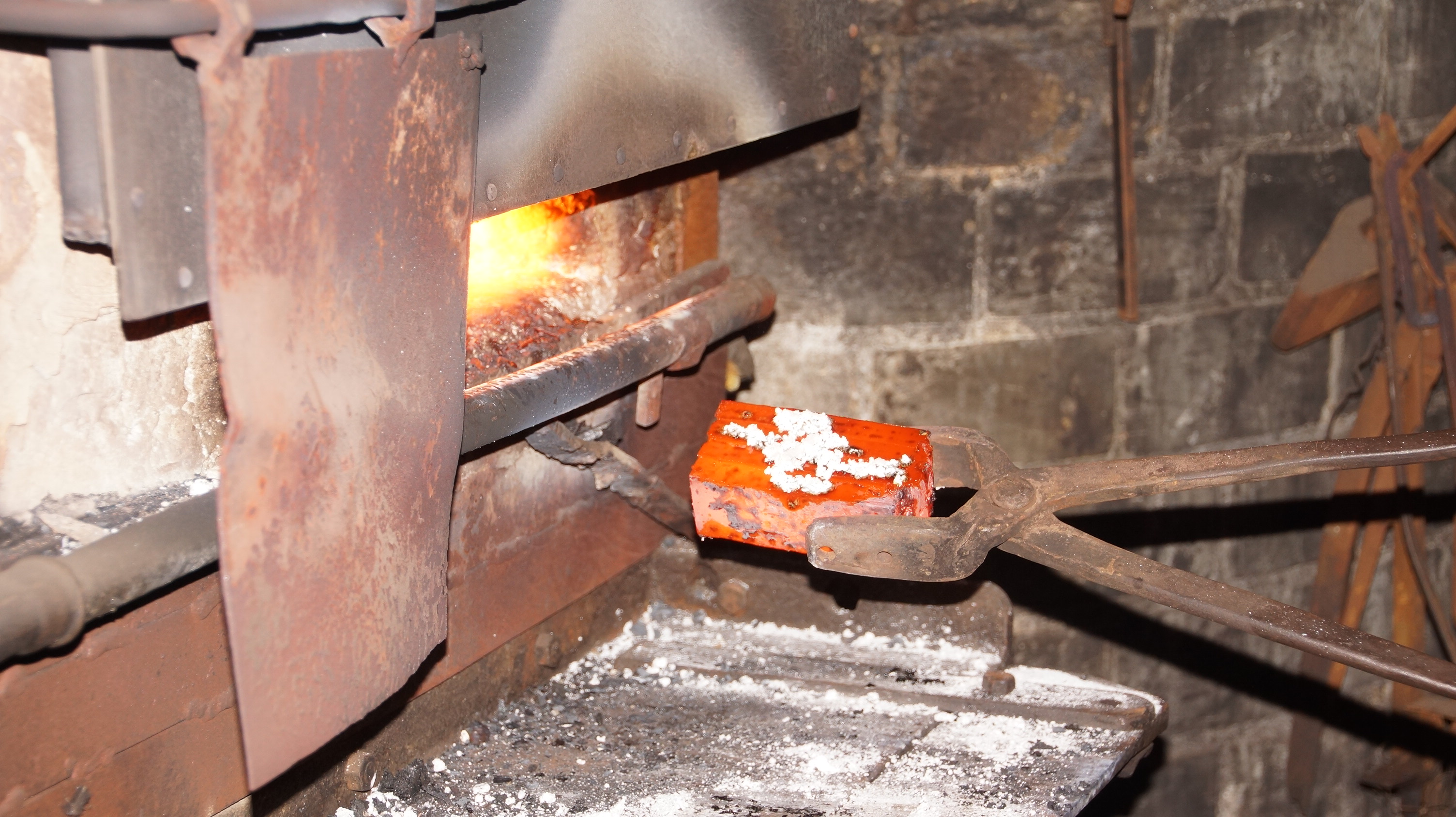
Glühendes Blechpaket mit schmelzendem Borax
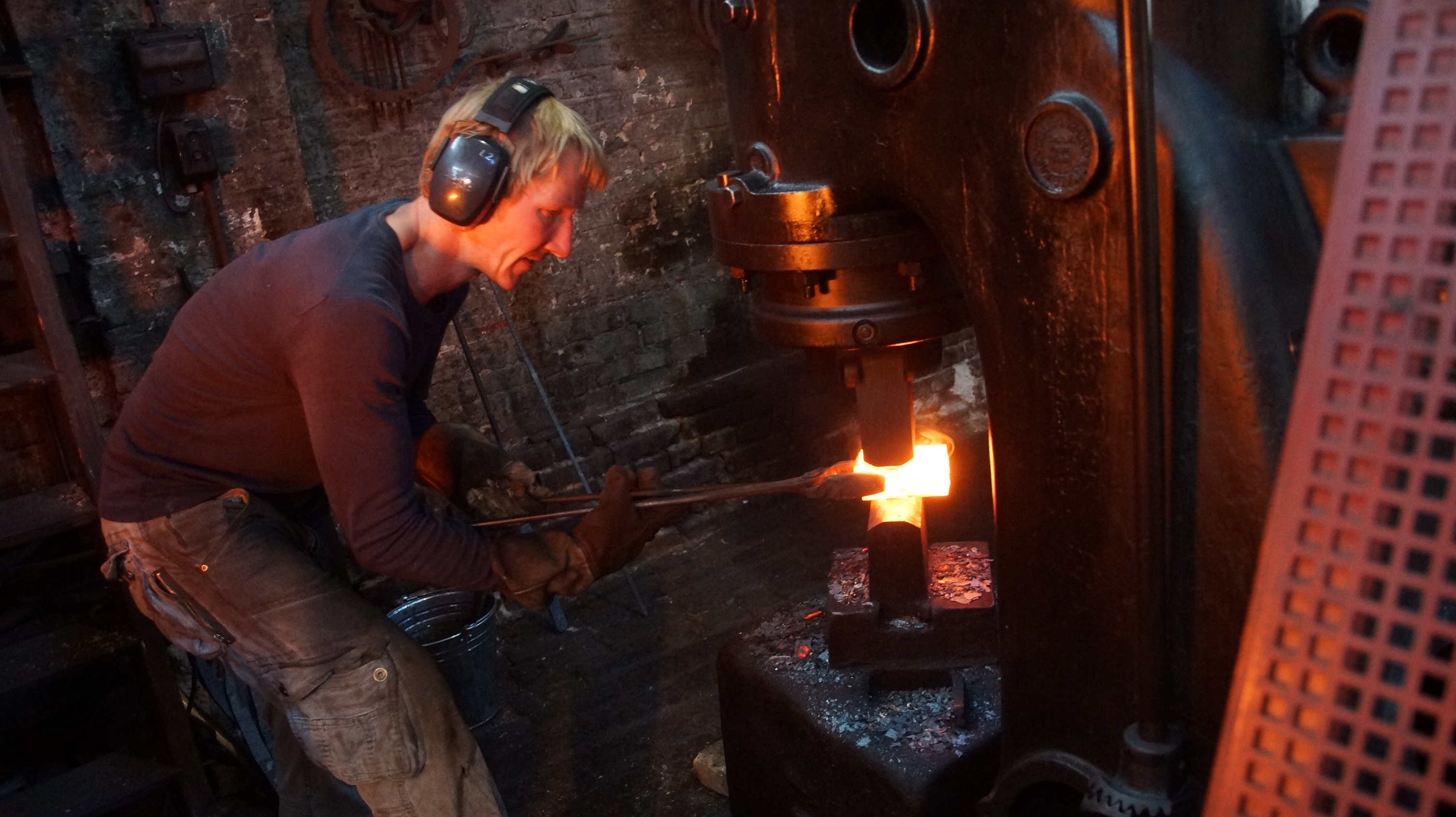
Schmieden mit einem Fallhammer
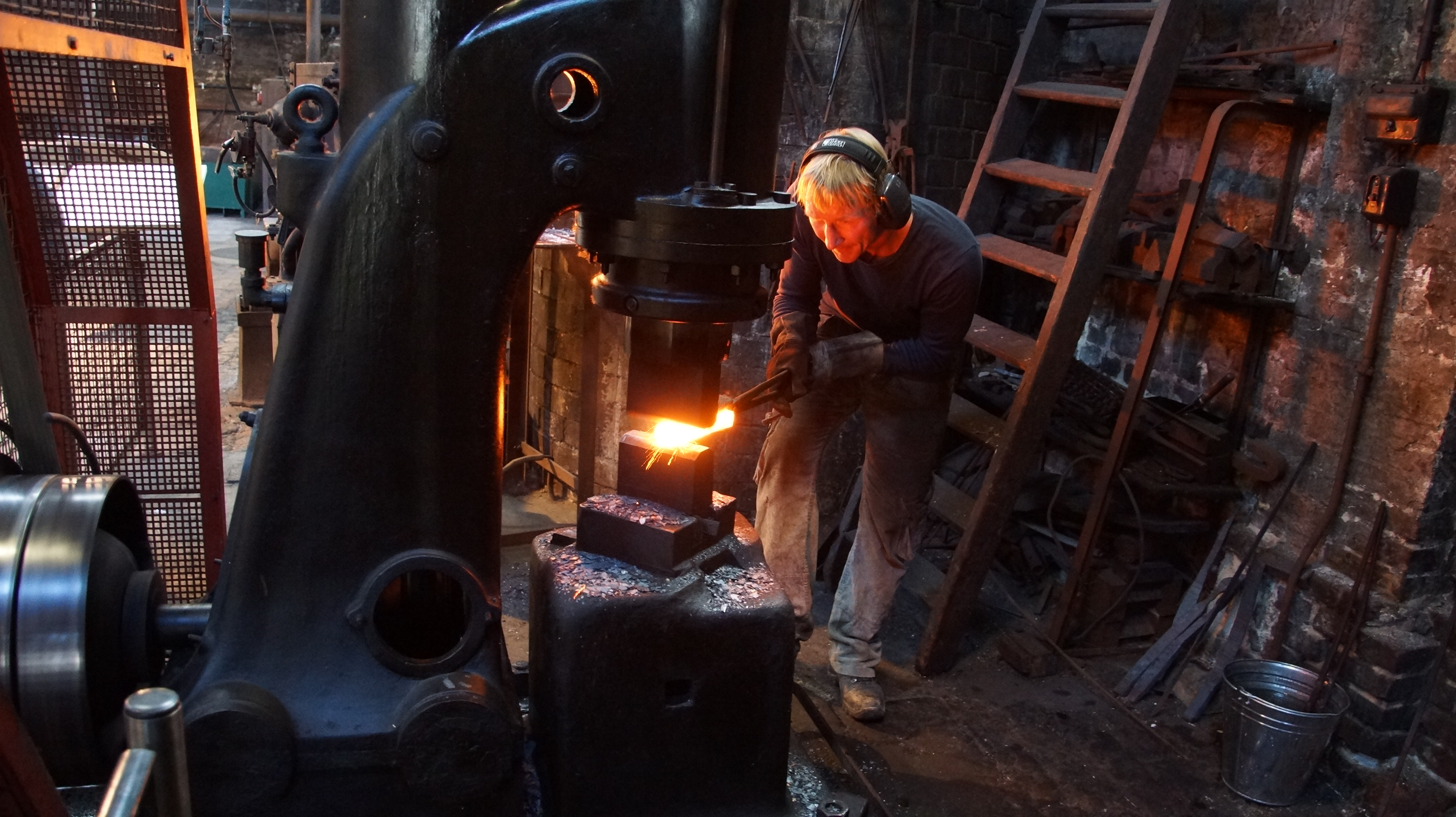
Schmieden mit einem Fallhammer
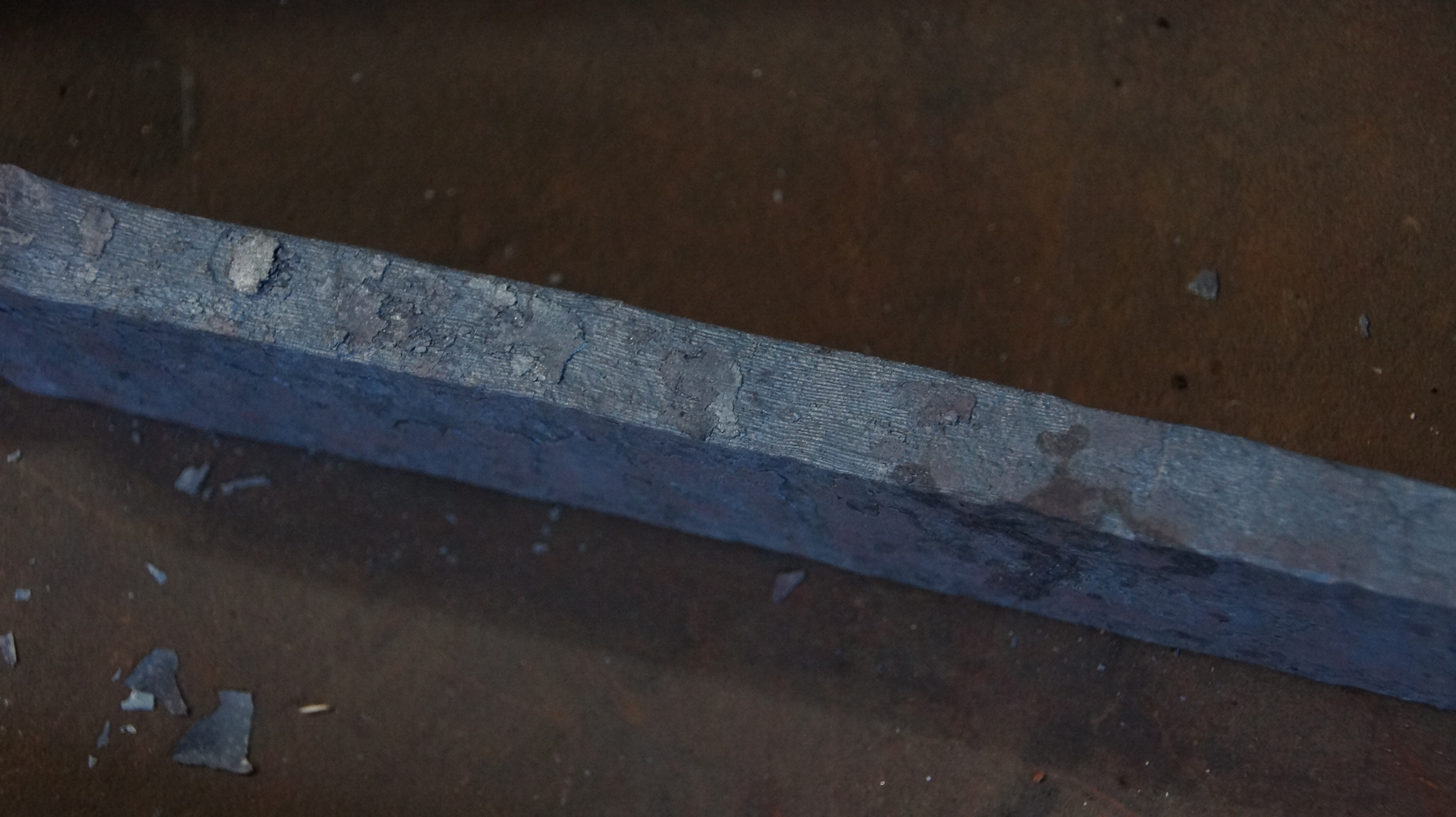
Endprodukt: Mehrlagiger Damaszener-Stahl

Für modernen Damaszener-Stahl finden unterschiedliche Stähle Verwendung wie
| Europäische Stähle: |                                                                           |
| ck45                | einfacher Kohlenstoffstahl mit guter Zähigkeit                            |
| 1.2008 und 1.2063   | Hauptsächlich für Feilen verwendete Werkzeugstähle. Härten bis zu 67 HRC. |
| Japanische Stähle:  |                                                                           |
| San-Mai:            | Begriff für Drei-Lagen-Stahl                                              |

Da sich nach jedem Aufeinanderlegen die Anzahl der Schichten verdoppelt, sind nach wenigen Wiederholungen Hunderte von Schichten vorhanden. Die Hauptschwierigkeit beim Feuerschweißen besteht darin, dass das Material eine bestimmte Temperatur nicht überschreiten darf, da sonst der Kohlenstoff verbrennt. Gleichzeitig darf das Material nicht zu stark verzundern (oxidieren), weil es sich dann nicht mehr zusammenschmieden lässt. Da der Stahl vor dem Schmelzpunkt zu brennen anfängt (Oxidation), wird gegen Ende des Erhitzens Borax als Flussmittel auf die zu schweißende Stelle gestreut. Dieser schmilzt zu einer flüssigen Glasschicht und schützt so den Stahl vor dem Zutritt von Sauerstoff. Der richtige Zeitpunkt dafür ist (je nach Werkstoff), wenn die ersten Sterne (Funken) des verbrennenden Kohlenstoffs auftauchen. Es entsteht ein glasiger Schild, der die beiden zu verschweißenden Teile umschließt. Dieser dient nicht nur als Schutz gegen Sauerstoffzutritt, sondern auch als Lösungsmittel für die Oxide, die sich auf der glühenden Oberfläche bilden. Wichtig ist bei diesem Vorgang eine schnelle, entschlossene Bearbeitung auf dem Amboss. 

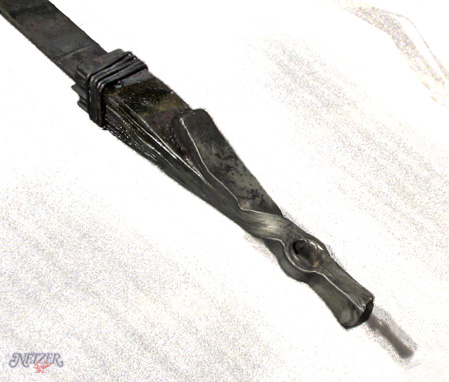
Neun Lagen verschweißt gefaltet, verschweißt, quadratisch gereckt, gedreht, gelocht, stirnseitig gestaucht

Um Muster auf der Oberfläche zu erhalten, kann der Stahl verdreht (Torsionsdamaszenerstahl) oder „asymmetrisch“ weiterverarbeitet werden (wilder Damaszenerstahl). Nach dem Härten und Feinschleifen/Polieren wird heutzutage der Damaszenerstahl geätzt, um das Muster sichtbar zu machen. Die verschiedenen Schichten werden durch Säurebehandlung unterschiedlich stark angegriffen und erzeugen so ein Muster auf der Klingenoberfläche. In früheren Zeiten wurden Klingen sehr fein poliert, was einen gewissen Korrosionsschutz bietet und die unterschiedliche Schichtfolge ebenso gut sichtbar machen kann. Bei japanischen Klingen wurde diese Technik verfeinert und wird bis heute angewandt. Als Qualitätsmerkmal zählt hier die wesentlich feinere Struktur des homogenen Stahls, welche durch das Raffinieren erzeugt wurde. Diese lässt sich nicht durch Ätzen sichtbar machen.
Bei Messern aus einfachem Damaszenerstahl (z. B. Eisen und Stahl) besteht das theoretische Problem, dass sich die Schneide „sägeförmig“ abnutzen könnte, weil die weichen Schichten im Verbund sich deutlich schneller abnutzen als die harten. Da sich aber der Kohlenstoffgehalt in dünnen Schichten durch Diffusion schnell ausgleicht, ist das in der Praxis meist kein Problem, wenn die Schichten nicht zu dick sind.

### Damaszenerstahl in verschiedenen Kulturbereichen

#### Damaszenerstahl in Südostasien
In Indonesien wurde ebenfalls Damaszenerstahl hergestellt. Dieser wurde vor allem für das sogenannte Keris (ein Dolch mit spitz zulaufender, oft wellenförmiger Klinge) verwendet. Diese indonesischen Stähle haben oft einen erhöhten Nickelanteil, was auf die Herstellung dieses Stahls mit Eisenmeteoriten hinweist. Diese haben oft einen hohen Anteil dieses Elements. So kam nach der Mythologie der Empu (indonesischer Schmiedemeister) das Eisen vom Himmel, wurde also von den Göttern geschickt.

### Begrifflichkeit
In den Türkenkriegen 1663/1664 wurden viel orientalisches Rüstzeug und Waffen aus im Tiegel hergestelltem Stahl mit Maserung erbeutet und ausgestellt. Im 18. Jahrhundert entstand großes internationales Interesse an der verloren gegangenen Herstellungsmethode des indisch-orientalischen Tiegelschmelzstahls mit Maserung. Es war nicht klar, ob es sich um einen Schmelz- oder Schweißstahl handelt. Man versuchte die in der Schmelze entstehende Maserung durch das Verschweißen von Stählen mit unterschiedlichen Kohlenstoffgehalten nachzuahmen. 1771 veröffentlichte der renommierte französische Messerschmied J.J. Perret sein viel beachtetes Werk Art de Coutelier. Im Kapitel Methode zur Herstellung von Stahl im Stil von Damaskus publizierte er seine Experimente mit Schweißstählen aus Schichten unterschiedlicher Kohlenstoffgehalte. Den orientalischen Tiegelschmelzstahl bezeichnete er damals als „natürlichen Damaszenerstahl“, seinen Schweißverbund als „künstlichen Damaszenerstahl“. Auch J. F. Clouet veröffentlichte 1803/1804 im Journal des Mines im Kapitel Instruction sur la fabrication des lames figurées, ou des lames dit de Damas Schweißverbundstähle als Damaszenerstahl.
Besonders im deutschsprachigen Raum ist der Damaszenerstahl unterdessen zu einem verallgemeinernden Überbegriff geworden. Als Handwerk ist seit Jahrzehnten hauptsächlich die moderne Verbundstahlherstellung von wechselnd gehärteten und weichen Stahlschichten aus Industriestahl verbreitet. Weil bei vielen historischen Stählen, die als Boden- oder Wasserfunde geborgen wurden, durch Rost eine deutliche Schichtung erkennbar ist, wird dies oft ebenfalls als Damaszenerstahl interpretiert. Es kann sich bei dieser Schichtung aber auch um Inhomogenitäten durch den Raffinierungsprozess handeln. Siehe Abschnitt "Unterschiede von Raffinierstahl und Schweißdamaszenerstahl".

## Der Schmelz-Damaszenerstahl „Wootz“ oder „Bulat“

### Herkunft
Bekannt ist der Schmelzdamaszenerstahl als Wootz-Stahl, kurz „Wootz“ oder „Bulat“. Der Begriff „Wootz“ stammt aus dem indischen Sprachraum. Erstmals wurde der Stahl vermutlich in Mittelasien gefertigt, später im ganzen orientalisch-arabischen Raum. Auch wenn diese orientalische Stahlart erst im 16. Jahrhundert in Europa größere Beachtung fand, liegen die Ursprünge wohl weiter zurück. Einige Quellen verorten die Entstehungszeit im 3. oder 5. Jahrhundert vor Christus. Ob es sich bei den Überlieferungen und untersuchten Objekten um Wootz oder raffinierten Stahl aus einem Rennofenprozess handelt, konnte nicht abschließend festgehalten werden. Das Wissen um technische Entwicklungen zum Erreichen einer Stahlschmelze legt jedoch die eigentliche Entstehungszeit im späten Mittelalter nahe.

### Leistungsfähigkeit und Qualität
Der orientalische Damaszenerstahl wird gerne als legendär und den mittelalterlichen europäischen Schwertstählen als weit überlegen bezeichnet. Diese Aussagen entsprechen nicht der Realität. Bei den orientalischen Stählen gab es große Qualitätsunterschiede. Es gibt jedoch Schwerter in hervorragender Qualität, die eine sehr gute Schnitthaltigkeit und Bruchfestigkeit aufweisen und zudem einen hohen künstlerischen Wert besitzen.
Als gesichert kann festgestellt werden, dass der Kohlenstoffgehalt der Klingen aus Wootz erheblich höher ist als jener bei den meisten Schweißdamast-Schwertern. Den meisten dokumentierten Funden von Wootz-Produkten sind Kohlenstoffgehalte zwischen 1,2 und 1,8 % gemein. Da sich die Bildung der Muster ausschließlich über die Verteilung des Kohlenstoffs in Form von Karbiden und deren Erscheinungsformen im Stahl darstellt, ist dieser hohe Kohlenstoffgehalt notwendig.
Solche Materialien gelten nach metallurgischen Gesichtspunkten als überperlitisch oder nahezu ledeburitisch. Das bedeutet, dass der Kohlenstoff bei der Wärmebehandlung nur noch begrenzt oder gar nicht mehr im Eisen lösbar ist. Er liegt in Form von Ausscheidungen von Zementit (Karbid) vor. Diese Ausscheidungen und die Form ihres Auftretens bestimmen das Muster, das im Stahl durch Polieren und Ätzen hervorgehoben wird, maßgeblich. Diese Legierungen sind genau deshalb recht spröde, insbesondere nach der Wärmebehandlung. Das führte dazu, dass z. B. Schwerter nur stellenweise leicht vergütet wurden, da diese sonst schnell zu Bruch gegangen wären.

### Herstellung von Wootz

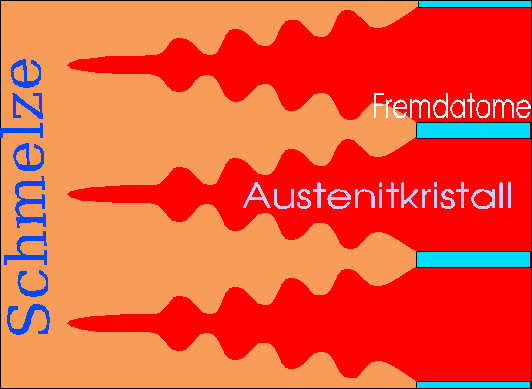
Austenitkristallisierung. Eine Klinge, die aus Wootz geschmiedet wurde, mit einem hellen Linienmuster aus Zementitpartikeln.

Das Ausgangsmaterial, der sogenannte Wootz-Kuchen, besteht aus Eisen, etwa 1,5 % Kohlenstoff und winzigen Spuren von Verunreinigungen z. B. Vanadium, Molybdän, Chrom, Niob oder Mangan. Das im Rennofen erzeugte Eisen wird in einem Tiegel unter Sauerstoffabschluss aufgeschmolzen und anschließend langsam abgekühlt. Hierbei kann eine genau berechnete Menge an Kohlenstoff mit in den Tiegel gegeben werden, um das kohlenstoffarme Renneisen gezielt aufzukohlen. Dies wirkt sich jedoch nur dann positiv auf das Material aus, wenn keine mit Kohlenstoff unverträglichen Begleitelemente wie z. B. Phosphor im Eisen enthalten sind. Durch die Verflüssigung trennt sich auch die im Renneisen enthaltene Schlacke vollständig ab, was das Endpropdukt deutlich stabiler macht. Beim langsamen Abkühlen der Schmelze bilden sich dendritische Austenitkristalle. Sie haben eine längliche, tannenbaumähnliche Form und schieben sich immer weiter in die Schmelze. Die Verunreinigungen passen nicht ins Kristallgitter und werden in die Zwischenräume gedrängt.
Kühlt das Material weiter ab und unterschreitet es die Austenit-Untergrenztemperatur, bilden sich zufällig verteilte Zementitpartikel. Wird der Stahl geschmiedet, lösen sich die Zementitteilchen wieder, außer in dem Grenzbereich zwischen den Austenit-Kristallen, wo sich die Fremdstoffe angesammelt haben. Der Stahl wird jetzt jedes Mal bis in den Temperaturbereich erhitzt, in dem neue Zementitpartikel entstehen. Anschließend wird der Stahl geschmiedet. So entstehen nach und nach die Zementitzeilen. Um sie sichtbar zu machen, muss die Oberfläche noch poliert und geätzt werden.
Auch bei Schwertern und Säbeln aus diesem Stahl entsteht wie bei Schweißdamaszenerstahl durch Polieren oder Ätzen ein Muster auf der Klinge. Derartige Waffen wurden noch etwa bis Ende des 18. Jahrhunderts hergestellt. Die Herstellung dieses Stahls geriet seither fast in Vergessenheit, weil die Eigenschaften einer solchen speziellen metallurgischen Struktur nicht die Anforderungen an einen modernen und leistungsfähigen Werkstoff widerspiegeln. Durch die zunehmende Reinheit und Reproduzierbarkeit von Monostählen wurde der Damaszenerstahl in jüngerer Zeit manchmal auf seine dekorative Eigenschaften reduziert. Einige Liebhaber und Spezialisten sind noch der Meinung, dass die feuergeschweißte Verbundstahlklinge die edlere und handwerklich bessere Variante sei. Es seien als handwerkliche Glanzstücke schöne Unikate und zeigen einen „lebendigen“ Stahl.

### Forschung
2006 wurde durch elektronenmikroskopische Untersuchungen an der Technischen Universität Dresden in einem Damaszener-Schwert aus dem 17. Jahrhundert Kohlenstoffnanoröhren von bis zu 50 nm Länge und 10 bis 20 nm Durchmesser aus Kohlenstoffatomen gefunden, die auf ein noch unbekanntes metallurgisches Verfahren hinweisen. Spekulationen gehen dahin, dass beispielsweise Holz oder Blätter der Schmelze unter Verwendung besonderer indischer Eisenerze als Katalysatoren oder Kristallbildner zugesetzt wurden. Ein Nachweis, dass diese Nanoteilchen überhaupt eine Wirkung auf die technischen Eigenschaften des Stahls haben, steht jedoch noch aus. Eine angenommene erhöhte Korrosionsbeständigkeit konnte nicht bewiesen werden.
Bei diesem Stahl sind es, so die Forscher, wellenförmig angeordnete Martensitpartikel im Gefüge, welche die angeblich hervorragenden Eigenschaften bestimmen sollen. Das wird bereits bei der Raffination des Eisens erreicht und nicht durch das Verschmieden mehrerer Stahlsorten. Es kann hier nicht von Damaszenerschmiedetechnik gesprochen werden. Dieser im Tiegelschmelzverfahren hergestellte Rohstahl wird als Wootz bezeichnet.

### Eigenschaften und Verwendung
Auf dem asiatischen Kontinent wurden bereits früh Stähle im Tiegel geschmolzen, jedoch ohne Maserung. Im Tiegel geschmolzene Stähle mit Maserung kommen erst später auf. Aus ihm wurden im indisch-orientalischen Raum prunkvolle Rüstungen, Schilde und Blankwaffen hergestellt.
Durch die Schmelze ist der Kohlenstoff stärker im Eisen gebunden als bei einem im Rennofen oder Rennfeuer hergestellten Stahl, der nicht die Schmelze erreicht. Dadurch wird ein Schweißverbund mit unterschiedlichen Kohlenstoffgehalten und klarer Abgrenzung möglich, jedoch ohne Härtung. Bei der Schmelze gehen Verunreinigungen in die Schlacke über, der Stahl ist reiner und dadurch belastbarer. Beim im Tiegel geschmolzenen Stahl mit Maserung wird durch die eingelagerten harten Karbide die Verschleißfestigkeit erhöht.

## Damaszenerstahl und das Samurai-Schwert
Wie oben bereits angemerkt, bestehen Samurai-Schwerter nicht aus Damaszenerstahl im eigentlichen Sinn, sondern aus Raffinierstahl (ebenfalls ein Schweißverbundstahl). Oft verwendete unterschiedliche Klingenaufbauten mit beispielsweise zäherem Stahl im Kern oder am Rücken sowie die differentielle Härtung der Klinge haben nur den Grundprozess der Verarbeitung mit Damaszenerstahl gemeinsam.
Der Stahl zur Herstellung eines japanischen Schwerts wird gefaltet und mit sich selbst wieder verschweißt (Raffinieren). Grund dafür ist das Erreichen einer gewissen Homogenität (gleichmäßige Verteilung der chemischen Bestandteile im Stahl) und die Entfernung von Schlacke, was wegen des unreinen Rohstoffs Tamahagane unerlässlich ist. Tamahagane wird in dem sogenannten Tatara gewonnen und entspricht der europäischen Luppe als Rennofenerzeugnis. Der Tatara entspricht einem sehr großen Rennofen. Tamahagane ist eine Handelsware und wird heute nicht mehr vom japanischen Schmied selbst hergestellt. Die Raffination erfolgt jedoch durch den Schmied, der vorab geeignete Stücke Tamahagane ausschmiedet und in einem Block kombiniert. Dem Schmied steht somit kein Raffinierstahl als Handelsware zur Verfügung. Die Raffinierung ist bei Samurai-Schwertern Teil der Herstellung des Produkts. Eine Kombination verschiedener Ausgangsmaterialien findet zwar statt, durch die hohe Anzahl der Faltungen handelt es sich um eine Homogenisierung, also eine Raffination, nicht um die Herstellung eines Damaszenerstahls.
Die optischen Eigenschaften des Raffinierstahls, im japanischen als Hada bezeichnet, sind eines der wichtigsten Qualitätsmerkmale japanischer Klingen. Daneben liegt der Schwerpunkt auf optischen Effekten durch Strukturen, die im Wesentlichen von der Wärmebehandlung herrühren. Diese Martensit-Strukturen treten an der Härtezone, dem Hamon, auf und werden nach Größe (Nie, Nioi) und Erscheinung (z. B. Kinsuji, Chikei, Inazuma, Sunagashi oder Utsuri) geordnet. Sie sind ebenso Teil der Gütemerkmale einer japanischen Klinge und bestimmen ihren Wert maßgeblich.

## Verwendung bei Schusswaffen
Aus Damaszenerstahl (feuerverschweißtem Verbund) wurden schon seit jeher Läufe von Schusswaffen hergestellt. Der Werkstoff bietet die Eigenschaften, die für Schusswaffen benötigt werden: er ist flexibel, zäh und fest. Frühe gegossene Läufe (u. a. bei Handbüchsen, Hakenbüchsen und Wallbüchsen zu finden) hatten ein höheres Gewicht und konnten durch den Druck beim Schuss bersten, was mit einer erheblichen Gefahr für den Schützen verbunden war. Damaszenerläufe hatten trotz geringeren Gewichts eine höhere Festigkeit, allerdings brachten die multiplen Schweißprozesse auch ein erhöhtes Risiko für das Bersten beim Abschuss.
Damaszenerläufe wurden hergestellt, indem beispielsweise einzelne Stahldrähte um eine Stange gewickelt und miteinander verschmiedet wurden. Im Waffenmuseum Suhl ist ein Beispiel zu sehen, bei dem ein Band aus mehreren verdrehten Damaszenerstahlsträngen um eine Stange zu einem Lauf geschmiedet wurde.
Es gibt verbesserte Verfahren, bei dem die Damaszenerbänder auf ein Rohr gewickelt und geschweißt wurden.

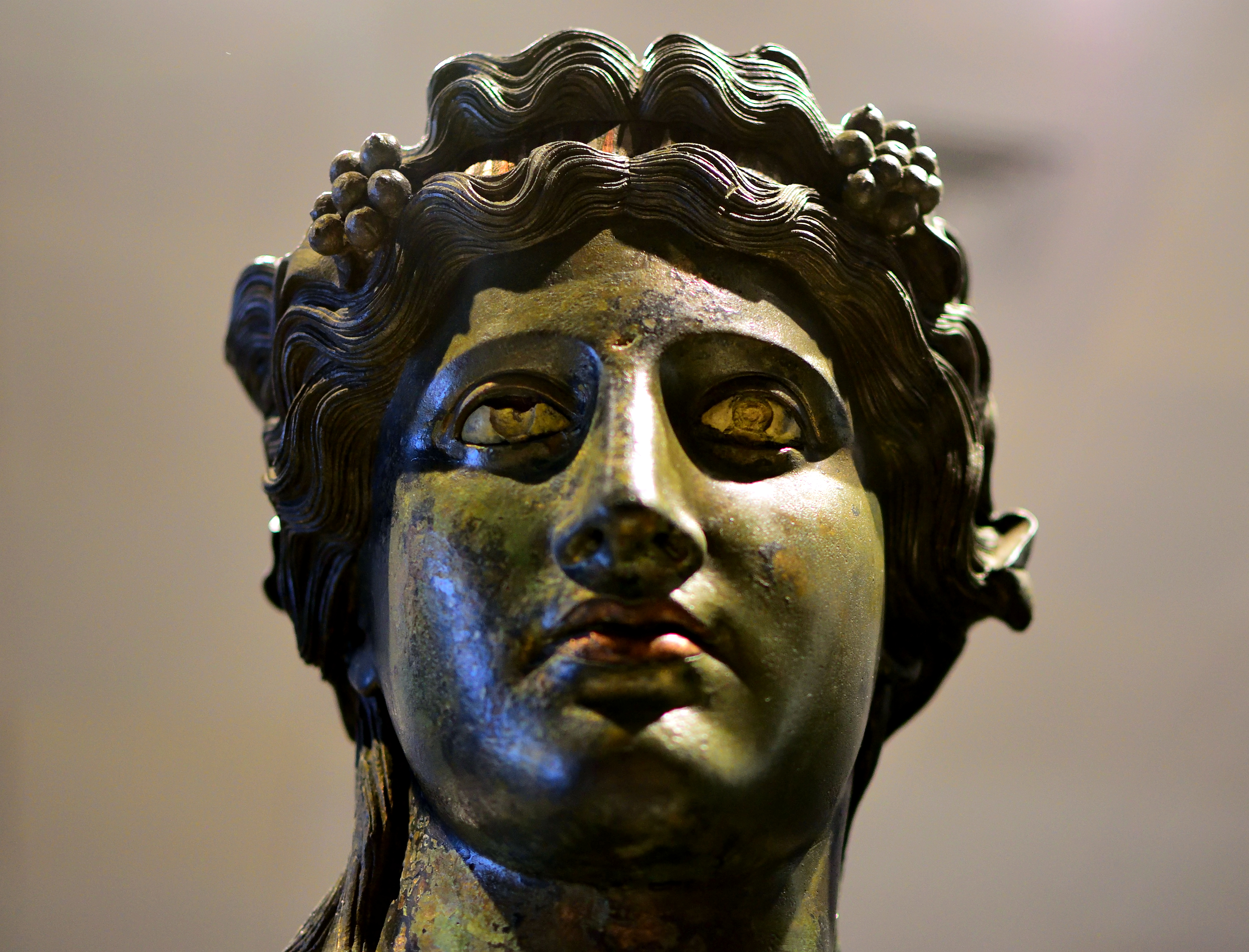
Kopf der römischen Statue des Dionysos, die zwischen den Jahren 117 – 138 n. Chr. zu datieren ist. Der Mund des Haupts wurde unter Anwendung der Kupfer-Damaszenierungstechnik hergestellt.

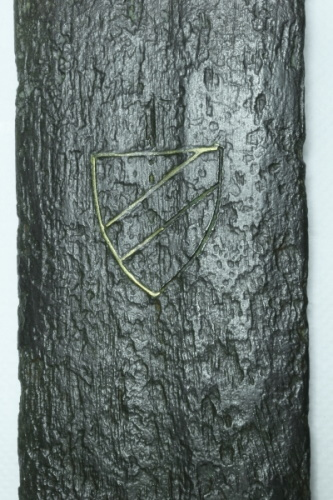
Mit Buntmetallen eingelegte Gravur in einem mittelalterlichen europäischen Schwert. Diese Technik wird auch als damaszieren bezeichnet

## Weitere Damaszierungen
- Als „Damast“ wird ein in spezieller Webtechnik hergestellte Stoff, der im 12. Jahrhundert in Damaskus populär war, bezeichnet.
- Damaszierung bezeichnet auch ein Ätzverfahren auf einer geschliffenen Metalloberfläche, wodurch das Muster eines Damaszenerstahls nachempfunden werden soll. Es handelt sich dabei nicht um Damaszener-Stahl.
- Unter „damaszieren“ versteht man auch den mit Edel- oder Buntmetallen eingelegten Stahlschnitt.
- Nicht nur Stahl, auch Bunt- und Edelmetalle können im Feuer als Schichten verschweißt werden. In Japan ist dies unter dem Begriff Mokume-Gane bekannt.
- In der Heraldik wird unter einer Damaszierung das Verzieren von Wappenflächen mit pflanzenartigen Schnörkeln und Rankenmuster im Stil von Arabesken verstanden.[15]

## Damaszenerstahl heute

### Verwendung

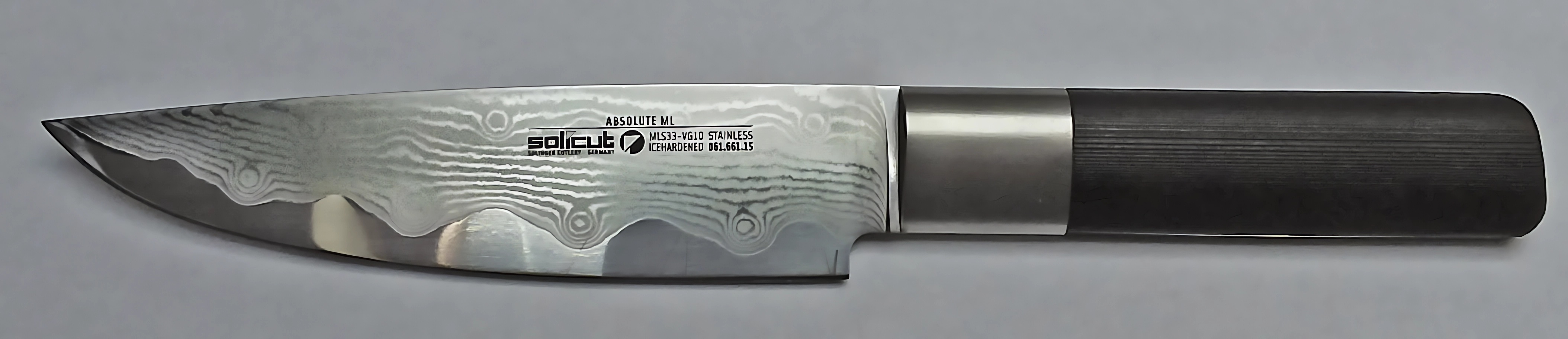
Küchenmesser mit Schneidlage im Kern.

Heutzutage erfreut sich aufgrund des ästhetischen Reizes der geätzten Oberfläche Damaszenerstahl wieder zunehmender Beliebtheit, vor allem zur Herstellung von Küchen- und Jagdmessern. Gebrauchsgegenstände und Schmuck werden ebenfalls daraus hergestellt. Fast immer ist der Nutzen der Verwendung von Damaszenerstahl auf seinen dekorativen Wert begrenzt. Manche Küchenmesser erhalten ihre Schnitthaltigkeit durch den Einsatz eines hochfesten Stahlkerns. Der Damaszenerstahl bildet nur die äußeren dekorativen Schichten und muss weicher sein als der Kern, um die Bruchgefahr zu minimieren. Ein Monostahl erfüllt diese Aufgabe in gleicher Weise. Bei Jagdmessern kann durch den Einsatz von Damaszenerstahl eine gute Flexibilität und erhöhte Bruchsicherheit gewährleistet werden. In der Praxis erfüllen nur wenige Stähle diese nicht klarer definierte Anforderung.

### Damasteel
Durch neuere Herstellungsverfahren kann sogenannter Damasteel hergestellt werden. Hierbei handelt es sich um ein vollkommen anderes Verfahren, bei dem rostträge Stahlsorten in Pulverform miteinander so vermischt werden, dass ein Muster entsteht. Durch hohen Druck und gleichzeitig hohe Temperaturen sintert das Material zu einem dichten Stahlblock, der aufgeschnitten und weiterverarbeitet wird. Nach der Herstellung wird dieser Stahl pulvermetallurgischer Stahl genannt.
Das Verfahren wurde erst 1993 entwickelt. Grund der Entwicklung war, dass sich mit Chrom legierte Stähle nicht feuerschweißen lassen. Rostfreier Stahl ist ein hochlegierter Stahl, der mehr als 13 % Chrom in der Matrix enthalten muss, um rostträge zu sein. Durch den Kohlenstoffgehalt sind diese Stähle nie völlig rostfrei.

### Damaszenerstahl-Exoten
Neben dem herkömmlichen Damaszenerstahl in rostender und rostfreier Ausführung gibt es sogenannte „Damaszenerexoten“, die sich durch die besondere Herkunft einer oder zweier Stahlsorten auszeichnen. Sammler und Liebhaber sind daran interessiert, die Eigenschaften gehen aber nicht über die anderer geeigneter Industriestähle hinaus.
Zu den Exoten zählen unter anderem:
- Leo-I-Damast – 320 Lagen (Kanonenrohrstahl des Panzers Leopard 1 mit Werkzeugstahl)
- Leo-II-Damast – 320 Lagen (Kanonenrohrstahl des Panzers Leopard 1 mit Wälzlagerstahl)
- Leo-III-Damast – 320 Lagen (Kanonenrohrstahl des Panzers Leopard 1 mit Werkzeugstahl und Wälzlagerstahl)
- Leo-IV-Damast – 640 Lagen (Kanonenrohrstahl des Panzers Leopard 1 mit Werkzeugstahl, Wälzlagerstahl und Kaltarbeitsstahl)
- Eurofighter-Damast – 320 Lagen (Bordkanonenmaterial des Kampfjets „Eurofighter“ mit Werkzeugstahl)
- Tirpitz-Damast – 320 Lagen (Material der Tirpitz mit Werkzeugstahl)
- G3-Damast (Laufmaterial vom Sturmgewehr G3 mit einem Werkzeugstahl)
- Eisenmeteoriten-Damast